# Trachyoribates perezinigoi
Trachyoribates perezinigoi är en kvalsterart som först beskrevs av P. Balogh 1995.  Trachyoribates perezinigoi ingår i släktet Trachyoribates och familjen Haplozetidae. Inga underarter finns listade i Catalogue of Life.